# Шибаев, Геннадий Николаевич
Геннадий Николаевич Шибаев  (12 мая 1936,  Москва) — советский спортивный функционер, заслуженный работник физической культуры РСФСР (1985).

## Биография
Родился в городе Москва 12 мая 1936 года. В детские и юношеские годы жил и учился на Ленинских горах, занимался горнолыжным спортом и прыжками на лыжах с трамплина.
В 1953 году окончил Московский текстильный техникум по специальности техник-механик по оборудованию заводов искусственного волокна и был направлен на работу на Комбинат №515 в город Каменск-Шахтинский Ростовской области.
Службу в армии проходил в городе Смоленск, играл в волейбол за местный Дом офицеров, а затем за сборную команду Смоленской области. Принимал участие в чемпионате России.
В 1962 году окончил Смоленский государственный институт физкультуры, где в течение трёх лет носил звание Ленинского стипендиата. В 1963—1967 — инструктор Всесоюзного совета ДСО профсоюзов. С 1967 — заведующий отделом, заместитель председателя Центрального совета ДСО «Зенит», с 1972 — заведующий сектором, заместитель заведующего отделом физкультуры и спорта ВЦСПС, с 1977 — председатель ЦС ДСО «Спартак», с 1987 — председатель Российского республиканского Совета ВДФСО профсоюзов, объединявшего спортивные организации 7 спортивных обществ: «Спартак», «Буревестник», «Зенит», «Труд», «Локомотив», «Урожай», «Водник», с 1991 по 2015 годы — президент Физкультурно-спортивного общества профсоюзов «Россия». Член Исполкома Международной конфедерации рабочего спорта (КСИТ).
В 1978—1988 — председатель Федерации фехтования СССР. В 1989—1992 — председатель Федерации волейбола СССР. С 1992 по 2005 год — член исполкома Олимпийского комитета России. В 2006-2010 – член Президентского совета физической культуры, спорта и туризма.
В 1976 году окончил обучение в Высшей Школе Партийно-политического Движения - ВШПД при ЦК КПСС.

## Награды и звания
- Орден Трудового Красного Знамени (1986)
- Орден Дружбы народов (1980)
- Медаль ордена «За заслуги перед Отечеством» II степени (1996)
- Заслуженный работник физической культуры РСФСР (1985)
- Международный орден милосердия
- Орден Платонова